# Jełdos Achmetow
Jełdos Kuanyszuły Achmetow (kaz. Елдос Қуанышұлы Ахметов; ur. 1 czerwca 1990 w Dżambule) – kazachski piłkarz występujący na pozycji obrońcy w klubie FK Astana. W trakcie swojej kariery reprezentował także barwy Irtyszu Pawłodar oraz FK Tarazu. Reprezentant Kazachstanu do lat 21. W reprezentacji kraju zadebiutował w 2012 roku. Do 8 lutego 2015 roku rozegrał w niej 1 mecz, w którym nie zdobył bramki.

## Kariera klubowa
Achmetow rozpoczynał karierę w 2007 roku w małych, lokalnych klubach, grających w II lidze kazachskiej. W 2009 roku dołączył do klubu Irtysz Pawłodar. Grając w nim przez dwa lata, rozegrał 55 meczów, lecz nie zdobył żadnej bramki. Po trzech sezonach przeszedł do klubu ze swojego rodzinnego miasta - FK Tarazu. Zadebiutował w nim 18 marca 2012 roku, w meczu przeciwko Sungkar Kaskeleng, który zakończył się wynikiem 1:0. 26 czerwca 2013 roku podpisał kontrakt z klubem ze stolicy - FK Astana, w którym gra do dziś. Swojego debiutanckiego gola w drużynie z Astany strzelił 14 września 2014 r. w wygranym meczu przeciwko swojej byłej drużynie z Pawłodaru. W 2014 r. zdobył mistrzostwo Kazachstanu.

## Kariera reprezentacyjna
W latach 2010–2012 Achmetow występował w Reprezentacji Kazachstanu do lat 21. W seniorskiej reprezentacji zadebiutował 29 lutego 2012 roku, podczas towarzyskiego meczu przeciwko drużynie z Łotwy. Na boisko wszedł w 46 minucie. Mecz zakończył się wynikiem 0:0..
| Mecze i gole w reprezentacji | Mecze i gole w reprezentacji | Mecze i gole w reprezentacji | Mecze i gole w reprezentacji | Mecze i gole w reprezentacji | Mecze i gole w reprezentacji | Mecze i gole w reprezentacji |
| #                            | Data                         | Stadion                      | Rywal                        | Wynik                        | Gol                          | Rozgrywki                    |
| 2012                         | 2012                         | 2012                         | 2012                         | 2012                         | 2012                         | 2012                         |
| ---------------------------- | ---------------------------- | ---------------------------- | ---------------------------- | ---------------------------- | ---------------------------- | ---------------------------- |
| 1.                           | 29.02.2012                   | Antalya, Turcja              | Łotwa                        | 0:0                          | 0                            | towarzyski                   |

## Sukcesy
- mistrzostwo Kazachstanu: 2014